# Copa Final Four de Voleibol Femenino
La Copa Final Four de Voleibol Femenino, más conocida como Copa Final Four, es un campeonato entre selecciones nacionales femeninas de voleibol organizado por la Unión Panamericana de Voleibol cada año desde 2008 hasta 2011.
Participan cuatro selecciones nacionales, dos pertenecientes a la NORCECA y dos a la Confederación Sudamericana de Voleibol. El criterio de clasificación se basaba en la posición final de las selecciones en la Copa Panamericana de Voleibol Femenino.
A partir del 2011 fue eliminada del calendario NORCECA y UPV. En el 2017 la Federación Peruana de Voleibol, decidió organizar el evento pero sin la intervención de la UPV (denominado Copa Gatorade por motivos de patrocinio), como preparación de su equipo.

## Formato de juego
El torneo se desarrollaba siguiendo las normas estalecidas por la FIVB:
Los cuatro equipos juegan bajo el sistema de todos contra todos en una primera fase. Los cuatro equipos son finalistas y pasan a competir a una fase final según el orden de clasificación: 1.º vs. 4.º y 2.º vs. 3.º. Los perdedores de las semifinales juegan un partido para definir al tercer lugar. Los ganadores de las semifinales pasan a la final para definir al campeón de América.

## Historial
| N.º | Año  | Sede              |                      |                      |                      |               |
| --- | ---- | ----------------- | -------------------- | -------------------- | -------------------- | ------------- |
| I   | 2008 | Fortaleza, Brasil | Brasil               | República Dominicana | Argentina            | Cuba          |
| II  | 2009 | Lima, Perú        | Brasil               | Estados Unidos       | República Dominicana | Perú          |
| III | 2010 | Chiapas, México   | República Dominicana | Perú                 | Argentina            | México        |
| IV  | 2017 | Lima, Perú        | Vôlei Nestlé Osasco  | Minas Tênis Clube    | Perú                 | Fluminense FC |

### Medallero histórico
- Actualizado hasta Chiapas 2010 (última actualización).

| Pos. | Selección            |   |   |   | Total |
| ---- | -------------------- | - | - | - | ----- |
| 1    | Brasil               | 2 | 0 | 0 | 2     |
| 2    | República Dominicana | 1 | 1 | 1 | 3     |
| 3    | Perú                 | 0 | 1 | 0 | 1     |
| 4    | Estados Unidos       | 0 | 1 | 0 | 1     |
| 5    | Argentina            | 0 | 0 | 2 | 2     |

## MVPpor edición
- 2017 –  Tandara Caixeta
- 2010 –  Dahiana Burgos
- 2009 –  Joyce Silva
- 2008 –  Hélia Souza